# Żupania zadarska
Żupania zadarska (chorw. Zadarska županija) – komitat w Chorwacji, w północnej części Dalmacji, ze stolicą w Zadarze. W 2011 roku liczył 170 017 mieszkańców.

## Podział administracyjny
Żupania zadarska jest podzielona na następujące jednostki administracyjne:

- miasto Benkovac
- miasto Biograd na Moru
- miasto Nin
- miasto Obrovac
- miasto Pag
- miasto Zadar
- gmina Bibinje
- gmina Galovac
- gmina Gračac
- gmina Jasenice
- gmina Kali
- gmina Kolan
- gmina Kukljica
- gmina Lišane Ostrovičke
- gmina Novigrad
- gmina Pakoštane
- gmina Pašman
- gmina Polača
- gmina Poličnik
- gmina Posedarje
- gmina Povljana
- gmina Preko
- gmina Privlaka
- gmina Ražanac
- gmina Sali
- gmina Stankovci
- gmina Starigrad
- gmina Sukošan
- gmina Sveti Filip i Jakov
- gmina Škabrnja
- gmina Tkon
- gmina Vir
- gmina Vrsi
- gmina Zemunik Donji